# Wildert (przystanek kolejowy)
Wildert (nid: Station Wildert) – przystanek kolejowy w Wildert, w prowincji Antwerpia, w Belgii. Znajduje się na linii Antwerpia - Rotterdam. 
Do 1885 istniał budynek dworcowy, który następnie został rozebrany.

## Linie kolejowe
- Linia 12 Antwerpia – Lage Zwaluwe

## Połączenia
W tygodniu
| Typ pociągu | Trasa                          | Częstotliwość |
| ----------- | ------------------------------ | ------------- |
| L           | Puurs - Antwerpia - Roosendaal | 1x/u          |

Weekendowe
| Typ pociągu | Trasa                            | Częstotliwość |
| ----------- | -------------------------------- | ------------- |
| L           | Lokeren - Antwerpia - Roosendaal | 1x/h          |